# 水東日記
《水東日記》为明吏部左侍郎葉盛著。該書紀明代制度，及一時遺文逸事，共四十卷。以其書成於淞水之東，名為《水東日記》。始刻於常熟徐氏，共三十八卷。明嘉靖年間，葉盛玄孫葉恭煥，取家藏本校閱，補遺後二卷。清康熙年間，七世孫葉方蔚，加上俞仲蔚序文，並增編目錄。乾隆年間，校勘後收錄於《欽定四庫全書》，共三十八卷。